# 婺源黄山鼠尾草
婺源黄山鼠尾草（学名：Salvia chienii var. wuyuania）为唇形科鼠尾草属下的一个变种。

## 扩展阅读
- 維基物種上的相關：婺源黄山鼠尾草